# Raphanus
Genre
Classification APG II (2003)
Raphanus est un genre végétal de la famille des Brassicaceae. C'est notamment le genre des radis.

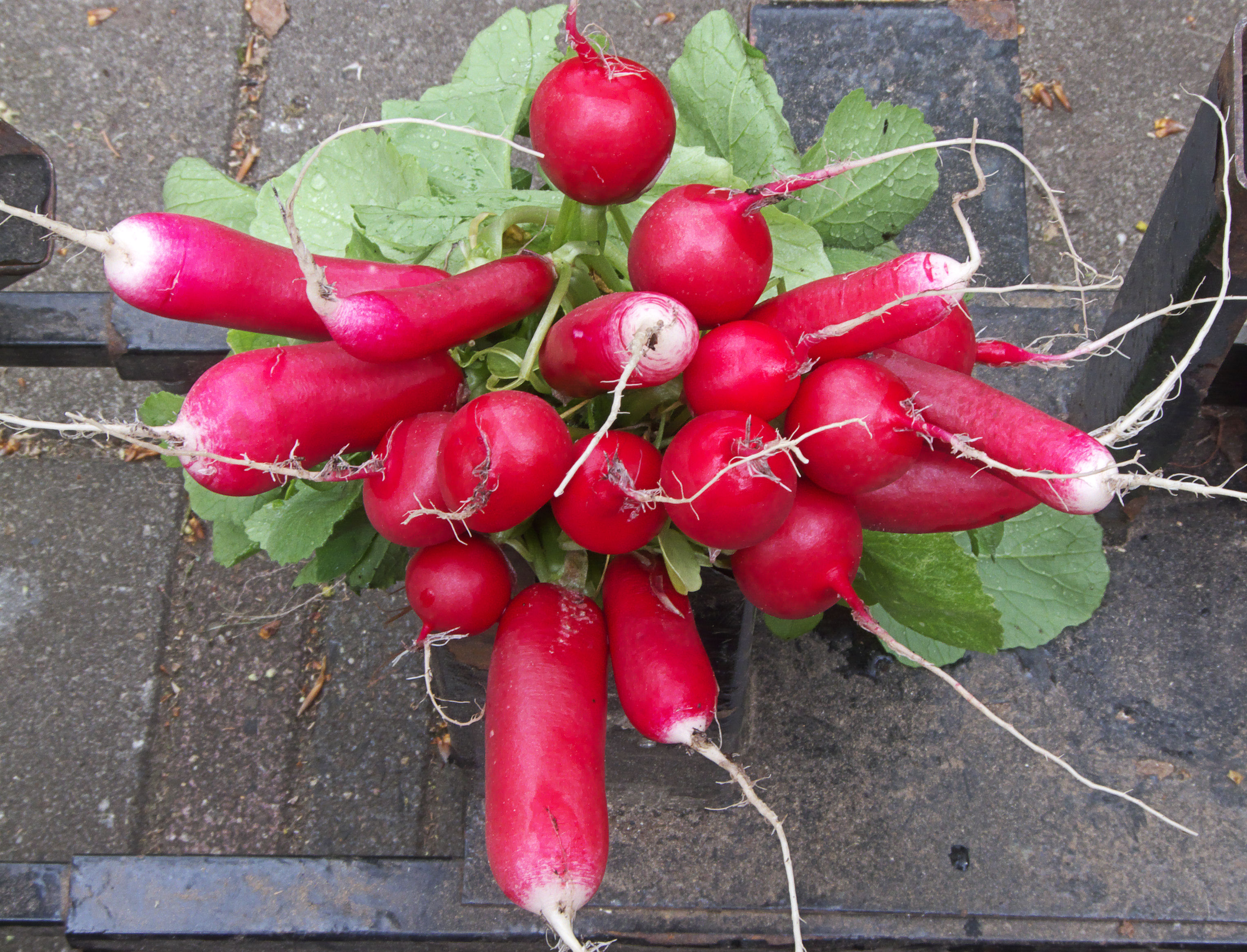
Botte de radis rouges (Raphanus sativus subsp. sativus).

## Liste des espèces
Espèces acceptées
- Raphanus raphanistrum L. - radis sauvage
- Raphanus sativus L. - radis cultivé
- Raphanus caudatus L.
- Raphanus confusus Al-Shehbaz & Warwick
- Raphanus indicus Sinskaya

Le génome de Raphanus raphanistrum (radis sauvage) et celui de Raphanus sativus (radis cultivé) ont été séquencés.